# Uktena
De uktena is een fabeldier uit de Verenigde Staten. Het enorme gevleugelde waterreptiel van Tennessee en de Carolina's heeft kostbare edelsteen in zijn kop, die ongrijpbaar is door de dodelijke adem van het beest. De uktena zou nauw verwant zijn aan de piasa en het gehoornd serpent.